# Multiusuari

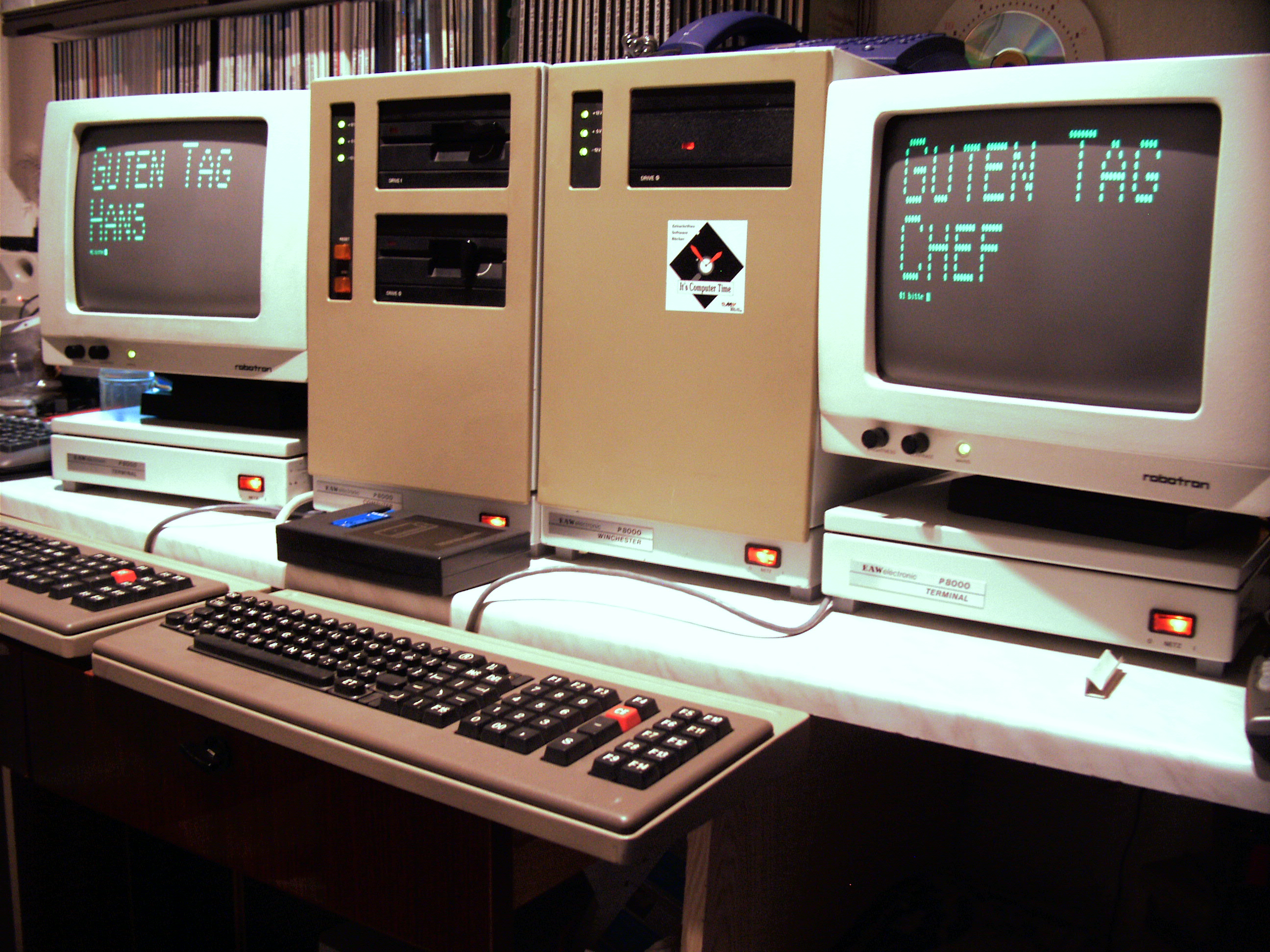
Ordinador alemany P-8000 en mode multiusuari.

Un programari multiusuari és un programari (joc, sistemà operatiu…) que es pot utilitzar simultàniament des de diversos ordinadors.
Un exemple és un servidor, on diversos usuaris remots tenen accés alhora al «línia d'ordres» del shell. Un altre exemple són les múltiples terminals X, de manera que diversos usuaris remots poden utilitzar X Window en una sola màquina.
El terme complementari, monousuari, és un programai que es farà servir només per una persona alhora, o en referència a una llicència de programari limitat a un sol usuari.
Mode d'usuari únic és un mode de sistemes multiusuaris, quan s'inicia o canvia l'ordinador a un mode de superusuari exclusiu. Es fa servir principalment per al manteniment d'entorns multiusuaris, com la xarxa o els servidors Unix.